# Fuggerei (Schwäbisch Gmünd)

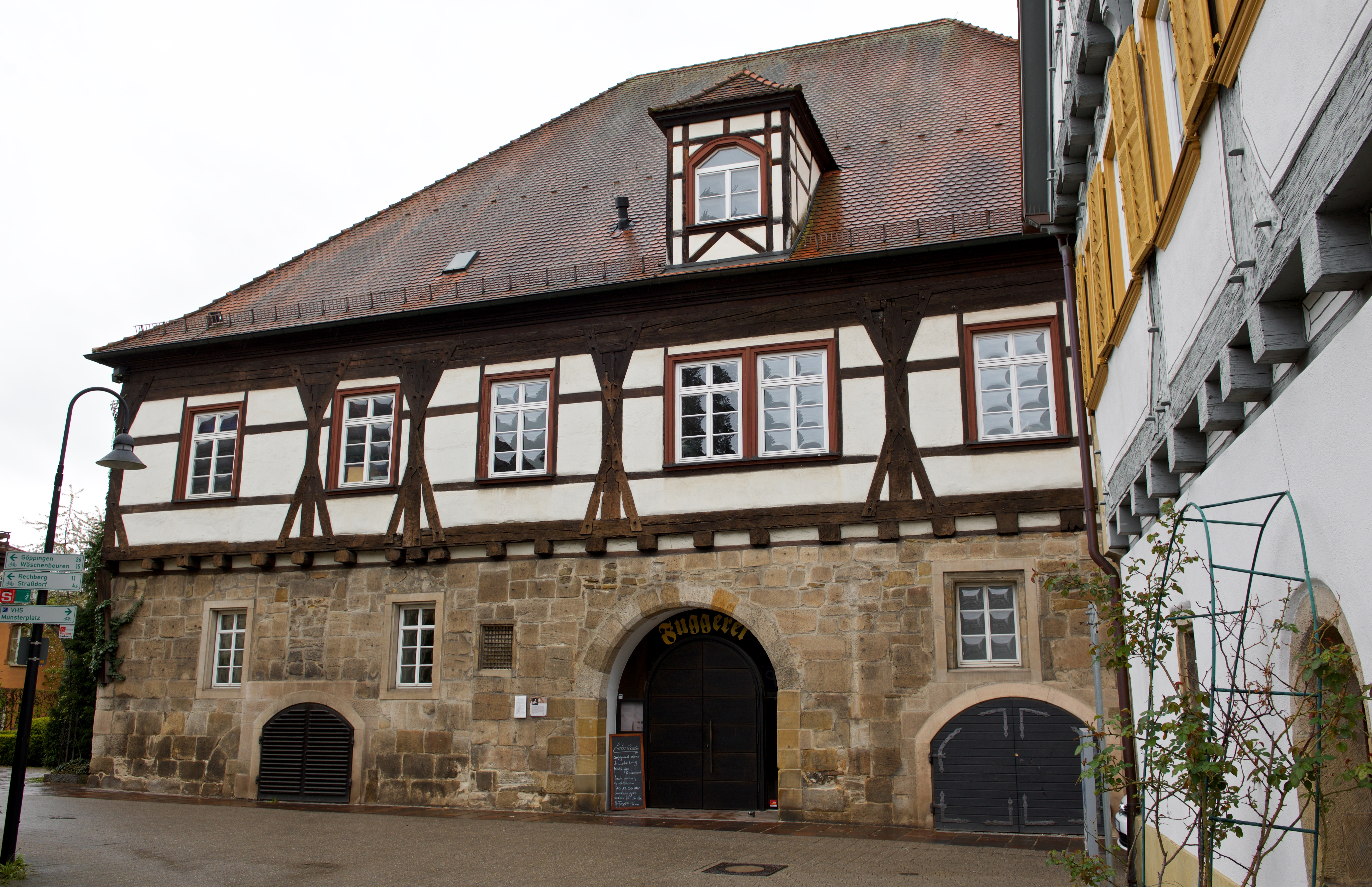
De Fuggerei in Schwäbisch Gmünd vanuit het oosten gezien

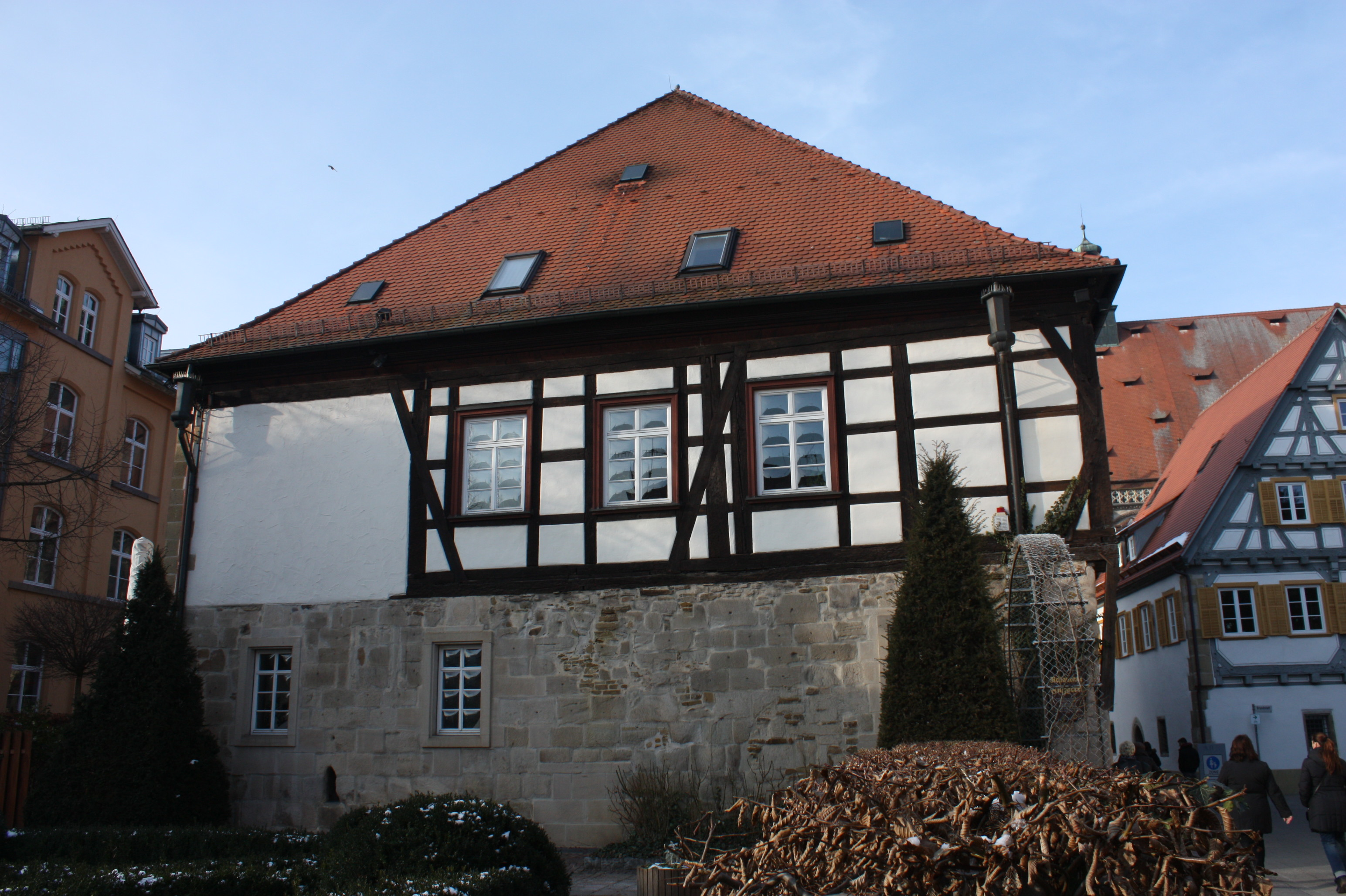
De Fuggerei in Schwäbisch Gmünd met de rozentuin en gezien vanuit zuidelijke richting

De Fuggerei in Schwäbisch Gmünd is een voormalig stadspaleis of koopmanshuis/herenhuis van het bankiers- en koopmansgeslacht Fugger in het Zwabische en Württembergse Schwäbisch Gmünd. Het herenhuis is gebouwd in vakwerkstijl en stamt origineel uit de 13e eeuw. Het huidige pand is 14e-eeuws en bestaat deels uit vakwerk, maar is vooral met natuursteen opgetrokken Het gebouw is gelegen aan het Münsterplatz in het centrum van Schwäbisch Gmünd.

## Geschiedenis
Het gebouw stamt van origine uit de dertiende eeuw. Het huidige gebouw is veertiende-eeuws en grotendeels opgetrokken in Natuursteen, een klein deel bestaat nog uit vakwerk. Tussen 1601 en 1616 was het bezit van de Fuggers. Het was hun koopmanshuis in de Rijksstad Schwäbisch Gmünd. Anton Fugger, een zoon van George Fugger en kleinzoon van Raymund Fugger, verwierf het huis na zijn vrijlating. Raymund werd later begraven in de Heilige Kruismünster.
Het huis diende in 1636, tijdens de Dertigjarige Oorlog als kwartier voor Keizer Ferdinand III. Na die oorlog diende het gebouw als wapenfabriek, als huis voor gevallen vrouwen en als weeshuis. In 1692 werd het huis gedocumenteerd als Fukkerey. Vanaf 1823 werd de Fuggerei een regionale gevangenis. In het Derde Rijk werd dit gebouw gebruikt door de vereniging Kraft durch Freude.Net na de Tweede Wereldoorlog werd dit gebouw gebruikt als woning- en opslag gebruikt door het stadsbestuur. Sinds de renovatie eind jaren 1970 zit hier een restaurant. Het restaurant brandde af in 1986 en werd daarna weer opgetrokken. Net als het Fuggerhuis (Warschau) wordt een van de voormalige handelshuizen van de Fuggers, tegenwoordig gebruikt als restaurant.